# Louis Marc Antoine di Noailles

Stemma dei Duchi di Noailles

Louis Marc Antoine di Noailles (Parigi, 17 aprile 1756 – L'Avana, 9 gennaio 1804) è stato un militare francese, secondogenito maschio di Philippe, duc de Mouchy, era un membro del ramo di Mouchy della famosa Casata di Noailles appartenente all'aristocrazia francese.

## Biografia
Servì brillantemente sotto Lafayette in America, e fu l'ufficiale che concluse la resa di Yorktown nel 1781.
Fu eletto agli Stati Generali nel 1789 per il baliaggio di Nemours. La notte del 4 agosto 1789, all'Assemblea nazionale costituente, diede inizio all'"orgia" (come la chiamò Mirabeau) in cui furono aboliti i privilegi del nobiltà e del clero. Successivamente, nel giugno 1790, insieme al duca d'Aiguilion propose l'abolizione dei titoli nobliari e delle livree.
Quando la rivoluzione divenne più marcata emigrò negli Stati Uniti e diventò un socio della Bank of North America di William Bingham ia Philadelphia. Ebbe molto successo, tuttavia accettò un comando contro gli inglesi a Santo Domingo, sotto Rochambeau. Fece una brillante difesa della Môle St Nicholas e scappò con la guarnigione a Cuba, ma en route lì la sua nave fu attaccata da una fregata inglese e dopo un lungo scontro fu gravemente ferito, morendo per le ferite subite a L'Avana il 9 gennaio 1804.

## Discendenza
Sposò la cugina Anne Jeanne Baptiste Pauline Adrienne Louise Catherine Dominique de Noailles (1758-1794), figlia di Jean Louis Paul François de Noailles, duca di Noailles, e della duchessa Anne Louise Henriette d'Aguesseau.
Dalla coppia nacquero:
1. Adrienne Théodore Philippine di Noailles (1778-1781);
2. Louis Joseph Alexis di Noailles (1783-1835), conte di Noailles;
3. Alfred Louis Dominique Vincent di Paul de Noailles (1784-1812), visconte di Noailles;
4. Adélaïde Marie Euphémie Cécile de Noailles (1790-1870).